# Walther Nehring
Walther Kurt Joseph Nehring (Stretzin, 15 de agosto de 1892 - Düsseldorf, 20 de abril de 1983) fue un militar alemán, conocido por su participación en la Segunda Guerra Mundial junto a las fuerzas blindadas del famoso Afrika Korps.

## Biografía
Walther Nehring nació en 1892 en Stretzin (actual Strzeczona), entonces en la provincia de Prusia occidental. Su padre era profesor de escuela y oficial de la reserva militar. Cuando Nehring todavía tenía siete años de edad, su familia se trasladó a la ciudad báltica de Danzig.
Nehring se alistó en el Ejército el 16 de septiembre de 1911, siendo destinado al 152.º Regimiento de Infantería. A finales de 1913 ya había ascendido al rango de teniente. Tomó partido en la Primera Guerra Mundial, donde luchó tanto en el Frente oriental como en el Frente occidental. Tras el fin de la contienda, siguió activo en el Ejército y se integraría en el Reichswehr de la República de Weimar.

### Segunda Guerra Mundial

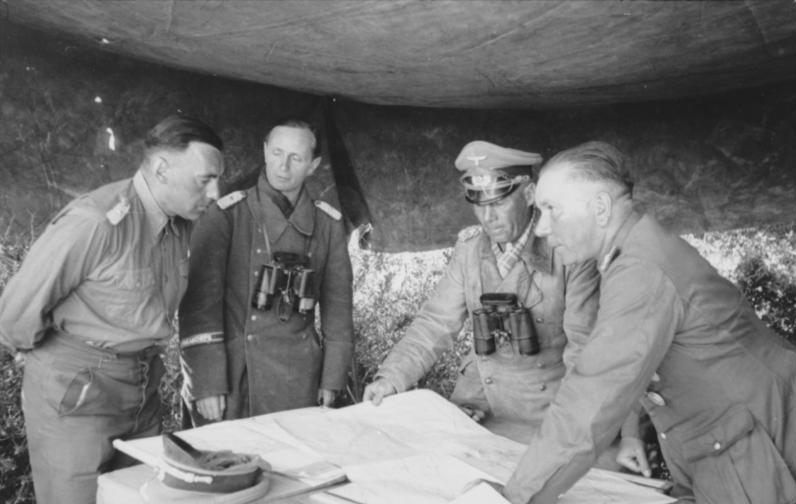
Walther Nehring (derecha), Fritz Bayerlein (izquierda) y Erwin Rommel en un encuentro antes del ataque sobre Tobruk, abril de 1942.

Poco después del comienzo de la Segunda Guerra Mundial, Nehring fue nombrado jefe de Estado Mayor del XIX Cuerpo de Ejército durante la invasión de Polonia y más tarde, jefe del Estado Mayor del Grupo Panzer Guderian durante la Batalla de Francia. Más tarde, en mayo de 1942 tomó el mando del Afrika Korps y tomó parte en la última gran ofensiva del Eje en la Campaña del Desierto Occidental (Operación Brandung) y la posterior Batalla de Alam Halfa (31 de agosto - 7 de septiembre de 1942), durante la cual fue herido en un ataque aéreo. Entre noviembre y diciembre de 1942 estuvo al mando del contingente alemán desplegado en Túnez.
Después de la derrota del Afrika Korps y la caída del Norte de África, Nehring fue destinado al Frente oriental, donde primero lideró al XXIV Cuerpo Panzer y posteriormente, entre julio y agosto de 1944, el 4.º Ejército Panzer. Nehring después regresó al mando del XXIV Cuerpo Panzer y se mantuvo al frente de esta formación hasta marzo de 1945, cuando fue nombrado comandante del I Ejército Panzer. Durante 1944 también llegó a ostentar el mando del XXXXVIII Cuerpo Panzer.

### Posguerra
Tras el final de la guerra, Nehring fue hecho prisionero de guerra por los norteamericanos y pasó varios años en un campo de prisioneros, hasta que fue liberado en 1948. Posteriormente escribió un libro donde contaba sus experiencias militares. Falleció en Düsseldorf en 1983.

## Condecoraciones
- Cruz de Hierro 2.ª Clase 1914 (Eisernes Kreuz 1914, II. Klasse) – 27 Ene 1915.
- Cruz de Hierro 1.ª Clase 1914 (Eisernes Kreuz 1914 I Klasse) – 25 Nov 1917.
- Placa de herido 1918 en bronce (Verwundetenabzeichen 1918 in Bronze).
- Placa de herido 1918 en plata (Verwundetenabzeichen 1918 in Silber).
- Medalla Conmemorativa de Guerra 1915/1918, Bulgaria (Bulgarische Kriegserinnerungsmedaille 1915/1918) – 1933.
- Cruz de Honor de Combatiente del Frente 1914-1918 (Ehrenkreuz für Frontkämpfer 1914-1918). – 1934.
- Broche de la Cruz de Hierro 1939 de 2.ª Clase (1939 Spange zum Eisernen Kreuzes 2. Klasse 1914) – 11 set 1939.
- Broche de la Cruz de Hierro 1939 de 1.ª Clase (1939 Spange zum Eisernen Kreuzes 1. Klasse 1914) – 29 Set 1939.
- Cruz de Comandante de la Orden del Mérito Militar, España – 1940.
- Cruz de Caballeros de la Cruz de Hierro (Ritterkreuz des Eisernen Kreuzes ) – 24 Jul 1941.
- Mencionado en el Informe de las Fuerzas Armadas (Namentliche Nennung im Wehrmachtbericht) – 18 Oct 1941.
- Medalla al valor Militar de plata, Italia (Medaglia d'argento al Valore Militare) – Jun 1942.
- Placa de herido 1939 en oro (Verwundetenabzeichen 1939 in Gold) – 02 Set 1943.
- Hojas de Robles para la RK N° 383 (Eichenlaub Nr. 383) – 08 Feb 1944.
- Espadas para la RK N° 124 (RK Schwerten Nr. 124) – 22 Ene 1945.
- Cruz de Servicios de las Fuerzas Armadas de 2.ª Clase 18 años (Wehrmacht-Dienstauszeichnung 2. Klasse, 18 Jahre).
- Medalla de Servicios de las Fuerzas Armadas de 1.ª Clase 25 años (Wehrmacht-Dienstauszeichnung 1. Klasse, 25 Jahre).
- Medalla de Anexión de los Sudetes (Medaille zur Erinnerung an den 1. Oktober 1938).
- Broche de la Medalla de Anexión de los Sudetes (Spange zur Medaille zur Erinnerung an den 1. Oktober 1938).
- Puño de manga “Africa“ (Ärmelband ”Afrika“).
- Mencionado en el Informe de las Fuerzas Armadas (Namentliche Nennung im Wehrmachtbericht).
- Placa de Tanque de Guerra en plata sin número (Panzerkampfabzeichen ohne zahlen).
- Medalla de la Campaña del Frente Oriental (Medaille "Winterschlacht im Osten 1941/42").
- Medalla Conmemorativa de Guerra con Espadas, Austria (Österreichische Kriegs-Erinnerungs-Medaille mit Schwertern).
- Medalla Conmemorativa de Guerra con Espadas, Hungría (Ungarische Weltkriegs-Erinnerungsmedaille mit Schwertern).
- Medalla de Prusia Oriental (Westpreußen-Medaille) – 1971.
- Cruz al Mérito de 1.ª Clase de la Orden al Mérito de la República Federal de Alemania (Verdienstkreuz 1. Klasse des Verdienstordens der Bundesrepublik Deutschland) – 27 Jul 1973.